# Shuangxi (socken i Kina, Hunan, lat 25,25, long 112,53)
Shuangxi (kinesiska: 双溪, 双溪乡) är en socken i Kina. Den ligger i provinsen Hunan, i den södra delen av landet, omkring 330 kilometer söder om provinshuvudstaden Changsha.
Genomsnittlig årsnederbörd är 1 932 millimeter. Den regnigaste månaden är maj, med i genomsnitt 308 mm nederbörd, och den torraste är oktober, med 38 mm nederbörd.